# Évêché titulaire de Thuburbo Minus
Le diocèse de Thuburbo Minus (latin : Dioecesis Thuburbitanorum Minorum) est un siège supprimé et titulaire de l'Église catholique.

## Histoire
Thuburbo Minus, correspondant à la petite ville actuelle de Tebourba dans le gouvernorat de la Manouba en Tunisie, est un siège épiscopal antique de la province d'Afrique proconsulaire à l'époque romaine. C'était un diocèse suffragant de l'archidiocèse de Carthage.
On connaît avec certitude le nom de deux de ses évêques. L'évêque Victor de Thuburbo Minus a participé à la conférence de Carthage de 411 qui réunit les évêques catholiques et donatistes de l'Afrique romaine ; l'évêque Maximin représentait ces derniers. D'autres évêques assignés au diocèse de Thuburbo Majus pourraient appartenir au diocèse de Thubrubo Minus, car les documents ne distinguent pas les deux sièges.
En 2017, Thuburbo Minus survit comme siège titulaire épiscopal, ce que l'on appelait autrefois siège in partibus infidelium. À cette date, l'évêque titulaire est Mgr Antonio Pepito Palang (de), S.V.D., vicaire apostolique de San José in Mindoro (en) aux Philippines.

## Ordinaires
- Victor † (mentionné en 411)
  - Maximin † (mentionné en 411) (évêque donatiste)

## Évêques titulaires
- Jules-Étienne Gazaniol (de) † (26 février 1892 - 3 décembre 1896, puis nommé évêque de Constantine en Algérie française)
- François Gerboin, M.Afr. † (28 janvier 1897 - 27 juin 1912, décédé)
- Étienne-Benoît Larue (en), M.Afr. † (28 janvier 1913 - 5 octobre 1935, décédé)
- Xavier Thoyer, S.J. † (23 décembre 1936 - 14 septembre 1955, puis nommé évêque de Fianarantsoa à Madagascar)
- César-Marie Guerrero (de) † (14 mars 1957 - 28 mars 1961, décédé)
- William John McNaughton, M.M. (6 juin [1961 - 10 mars 1962, puis nommé évêque d'Incheon en Corée du Sud)
- Nicholas Grimley, S.M.A. † (7 mai 1962 - 9 juin 1995, décédé)
- Antonio Pepito Palang (de), S.V.D., depuis le 25 mars 2002